# Liste der Naturdenkmale in Nufringen
| Naturdenkmale | Anzahl |
| ------------- | ------ |
| FND           | 3      |
| END           | 3      |
| Gesamt        | 6      |

Die Liste der Naturdenkmale in Nufringen nennt die verordneten Naturdenkmale (ND) der im baden-württembergischen Landkreis Böblingen liegenden Gemeinde Nufringen. In Nufringen gibt es insgesamt sechs als Naturdenkmal geschützte Objekte, davon drei flächenhafte Naturdenkmale (FND) und drei Einzelgebilde-Naturdenkmale (END).
Stand: 1. November 2016.

## Flächenhafte Naturdenkmale (FND)
| Name                          | Bild | Kennung     | Einzelheiten | Position | Fläche Hektar | Datum         |
| ----------------------------- | ---- | ----------- | ------------ | -------- | ------------- | ------------- |
| Feuchtbiotop Kuppinger Täle   | BW   | 81150370005 | Nufringen    | ⊙        | 0,3           | 22. Feb. 1993 |
| Feuchtwiesen Röße             | BW   | 81150370004 | Nufringen    | ⊙        | 1,1           | 22. Feb. 1993 |
| Streuwiesen im Nufringer Ried | BW   | 81150370006 | Nufringen    | ⊙        | 3,3           | 3. Apr. 1979  |
| Legende für Naturdenkmal      |      |             |              |          |               |               |

## Einzelgebilde (END)
| Name                       | Bild | Kennung     | Einzelheiten                                    | Position | Fläche Hektar | Datum         |
| -------------------------- | ---- | ----------- | ----------------------------------------------- | -------- | ------------- | ------------- |
| Ortslinde am Rathaus       |      | 81150370001 | Nufringen ND musste im Feb. 2010 gefällt werden | ⊙        | 0,0           | 22. Feb. 1993 |
| 2 Ulmen am Bahnhof         |      | 81150370003 | Nufringen                                       | ⊙        | 0,0           | 30. Mai 1994  |
| 2 Winterlinden am Friedhof | BW   | 81150370002 | Nufringen                                       | ⊙        | 0,0           | 22. Feb. 1993 |
| Legende für Naturdenkmal   |      |             |                                                 |          |               |               |